# 5137 Frevert
5137 Frevert eller 1990 VC är en asteroid i huvudbältet som upptäcktes den 8 november 1990 av den tyske astronomen Johann M. Baur vid Chions-observatoriet. Den är uppkallad efter den tyske astronomen Friedrich Frevert.
Asteroiden har en diameter på ungefär 6 kilometer och den tillhör asteroidgruppen Maria.